# Decatur County (Tennessee)
Das Decatur County ist ein County im US-amerikanischen Bundesstaat Tennessee. Das U.S. Census Bureau hat bei der Volkszählung 2020 eine Einwohnerzahl von 11.435 ermittelt. Der Verwaltungssitz (County Seat) ist Decaturville.

## Geografie
Das County liegt im mittleren Westen von Tennessee am Westufer des Tennessee River. Es hat eine Fläche von 893 Quadratkilometern, wovon 29 Quadratkilometer Wasserfläche sind. An das Decatur County grenzen folgende Nachbarcountys:
| Carroll County   | Benton County |              |
| Henderson County |               | Perry County |
|                  | Hardin County | Wayne County |

## Geschichte

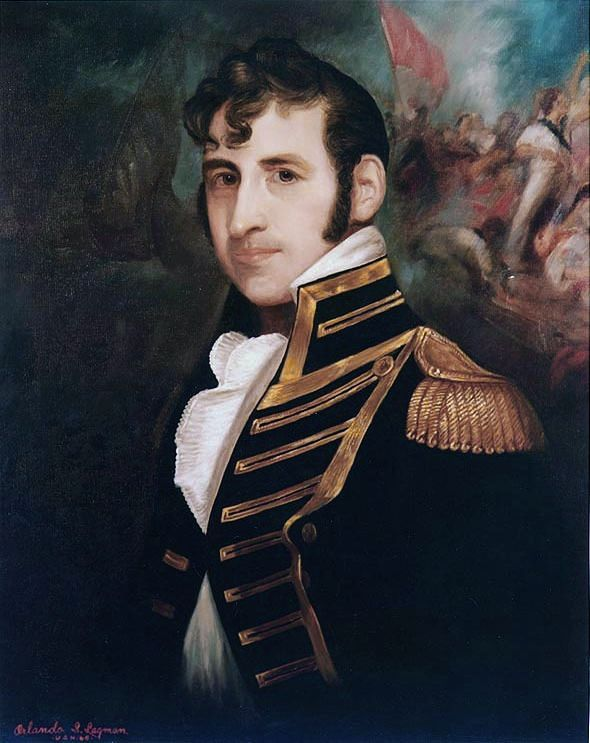
Decatur

Das Decatur County wurde im November 1845 aus Teilen des Perry County gebildet und die Verwaltungsorganisation am 6. März 1846 abgeschlossen. Benannt wurde es nach Stephen Decatur (1779–1820), einem kommandierenden amerikanischen Marineoffizier u. a. im Britisch-Amerikanischen Krieg und im Amerikanisch-Tripolitanischen Krieg.

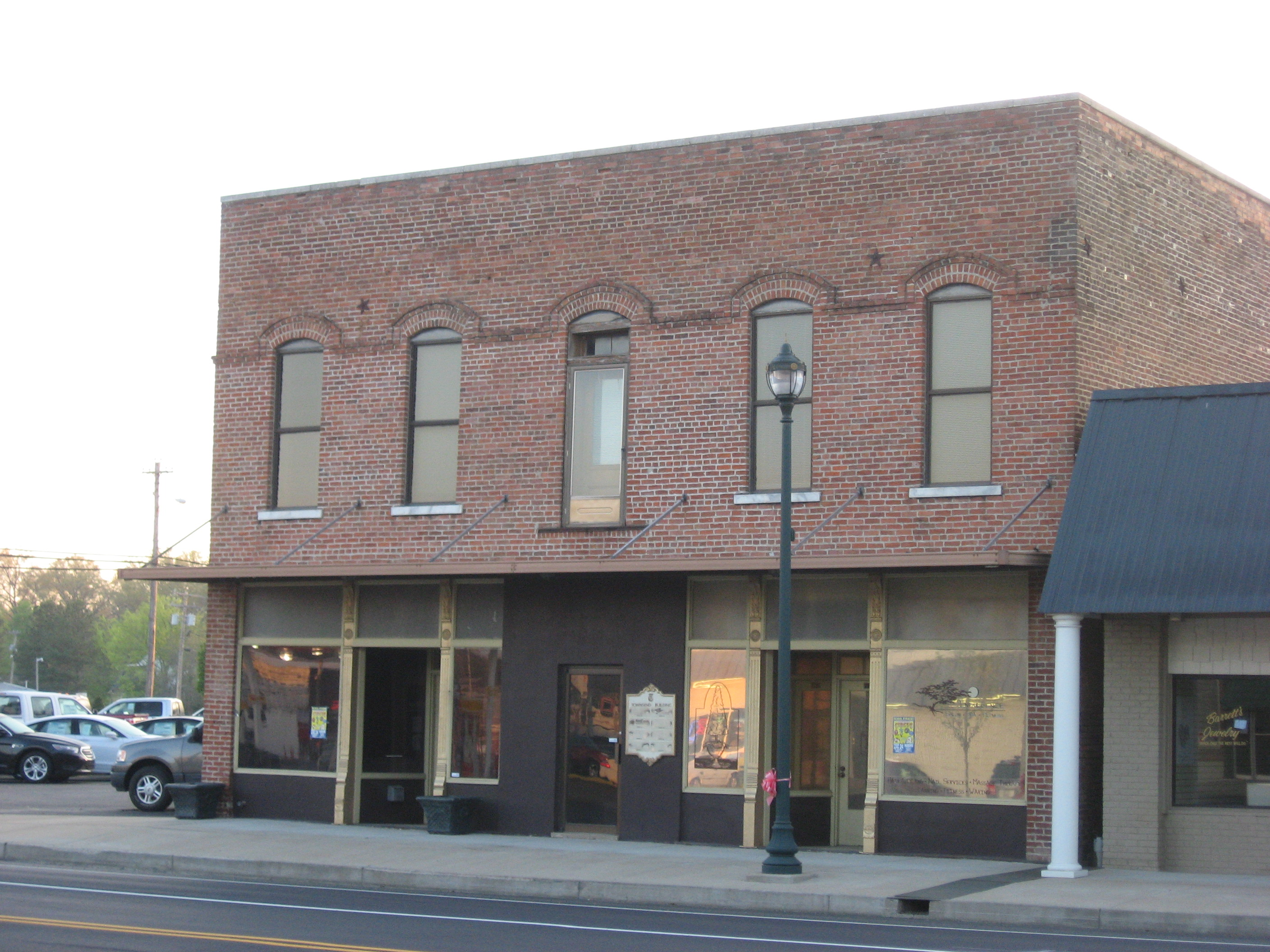
Das John P. Rains Hotel ist einer von sechs Einträgen des Countys im NRHP.

Sechs Bauwerke und Stätten des Countys sind im National Register of Historic Places (NRHP) eingetragen (Stand 13. August 2018).

## Demografische Daten
Nach der Volkszählung im Jahr 2010 lebten im Decatur County 11.757 Menschen in 4985 Haushalten. Die Bevölkerungsdichte betrug 13,6 Einwohner pro Quadratkilometer. In den 4985 Haushalten lebten statistisch je 2,3 Personen.
Ethnisch betrachtet setzte sich die Bevölkerung zusammen aus 95,3 Prozent Weißen, 3,0 Prozent Afroamerikanern, 0,3 Prozent amerikanischen Ureinwohnern, 0,4 Prozent Asiaten sowie aus anderen ethnischen Gruppen; 1,0 Prozent stammten von zwei oder mehr Ethnien ab. Unabhängig von der ethnischen Zugehörigkeit waren 2,9 Prozent der Bevölkerung spanischer oder lateinamerikanischer Abstammung.
21,4 Prozent der Bevölkerung waren unter 18 Jahre alt, 59,7 Prozent waren zwischen 18 und 64 und 20,9 Prozent waren 65 Jahre oder älter. 50,9 Prozent der Bevölkerung war weiblich.

Das jährliche Durchschnittseinkommen eines Haushalts lag bei 30.445 USD. Das Pro-Kopf-Einkommen betrug 19.757 USD. 20,3 Prozent der Einwohner lebten unterhalb der Armutsgrenze.

## Ortschaften im Decatur County
City
- Parsons

Towns
- Decaturville
- Scotts Hill1

Unincorporated Communities
- Bath Springs
- Gumdale
- Sugar Tree

1 – teilweise im Henderson County

## Gliederung
Das Decatur County ist in neun durchnummerierte Distrikte eingeteilt:
| Distrikt | Einwohner (2010) | FIPS     |
| -------- | ---------------- | -------- |
| 1        | 1199             | 47-90040 |
| 2        | 1269             | 47-90230 |
| 3        | 1300             | 47-90420 |
| 4        | 1356             | 47-90610 |
| 5        | 1356             | 47-90800 |
| 6        | 1283             | 47-90990 |
| 7        | 1304             | 47-91180 |
| 8        | 1321             | 47-91370 |
| 9        | 1369             | 47-91560 |